# أرناسكو
أرناسكو هي بلدية إيطالية متفرقة يبلغ عدد سكانها 551 نسمة  في مقاطعة سافونا في ليغوريا. تقع قاعة المدينة في منطقة كييزا.

## تاريخ
يمكن العثور على الأصول القديمة لمنطقة أرناسكو في قرية أرفيجليو المختفية الآن، والتي كانت موجودة بالفعل في العصر الروماني والتي تم التخلي عنها خلال القرن السادس عشر، عندما كان عدد سكان القرية حوالي 250 نسمة، وفقًا للمؤرخ الجنوي أغوستينو جوستينياني . السكان عام 1537. يتم دعم الفرضية الرومانية من خلال اكتشاف الجدران القديمة وقوات المائة الزراعية بالقرب من كنيسة سان دالمازو ذات الطراز الروماني القديم - والتي يعود تاريخها الأخيرة إلى القرنين العاشر والحادي عشر- والتي تقع في قاع الوادي بجوار مجرى أرفيجليو.
تم دمج القرى الخمس (فيلا كييزا، ومينوسيو، وبيزو، وأرفيجليو، وسينيسي) في العصور الوسطى في كاستيلانيا في ريفرنارو  التي كانت تابعة لعائلة كلافيسانا، ولكن خلال القرنين الثاني عشر والثالث عشر  خلال المعارك الدموية التي استمرت قرونًا بين كلافيسانا وبلدية ألبينجا "الحرة" الناشئة حديثًا، عانت كاستيلانيا من بعض عمليات بتر الأراضي التي لقد قلصوا نطاقه إلى النصف، وحصروه في الأجزاء الثلاثة الأولى.
يعود تاريخ تقسيم المنطقة بين عائلات كازوليني من ألبينجا وعائلات ديل كاريتو من فرع باليسترينو إلى عام 1236. وبعد عدم إمكانية استخدام قلاع كاريت القديمة في ريفرنارو وكوستيليوني (لا تزال آثار الأخيرة مرئية حتى اليوم فوق منطقة كييزا)، كانوا أول من قام ببناء القلعة على طراز عصر النهضة الغامض في عام 1321.
ظلت كاستيلانيا أرناسكو وسينيسي وريفرنارو - الإقطاعية الإمبراطورية للإمبراطورية الرومانية المقدسة - تحت سيطرة عائلة إنجاونا حتى عام 1753، عندما انتقلت من خلال الخلافة الوراثية إلى عائلة كوستا من ألبينجا في النصف الثاني من القرن الثامن عشر. القرن - مرتبط بفرع باليسترينو من عائلة ديل كاريتو - الذي احتفظ بحوزته حتى بعد دخول هذا الإقليم إلى مملكة سردينيا ابتداء من من عام 1735  للقرارات الأولية لمعاهدة فيينا . ومع الهيمنة النابليونية اللاحقة، وقمع الإقطاعيات الإمبراطورية في عام 1797، تم توحيد أراضي أرناسكو وسينيسي في بلدية واحدة  تقع ضمن حدود الإمبراطورية. دائرة ليتيمبرو وعاصمتها سافونا ، ضمن جمهورية ليغوريا  . اعتبارًا من 28 أبريل 1798، كانت جزءًا من الكانتون الأول وعاصمتها ألبينجا، التابعة لولاية سينتا  ومن عام 1803 كانت المركز الرئيسي لكانتون سينتا الرابع في ولاية الزيتون. تم ضمها إلى الإمبراطورية الفرنسية الأولى، في الفترة من 13 يونيو 1805 إلى 1814، وتم ضمها إلى مقاطعة مونتينوت.
فقط في عام 1815 حصل المركزان الرئيسيان في كاستيلانيا السابقة على استقلالهما البلدي - تم ضم قريتي بيزو ومينوسيو إلى بلدية أرناسكو الجديدة - وتم دمجهما في مقاطعة ألبينجا في مملكة سردينيا  كما أنشأها مؤتمر فيينا عام 1814. تم ضم الإقليم إلى مملكة إيطاليا منذ عام 1861.

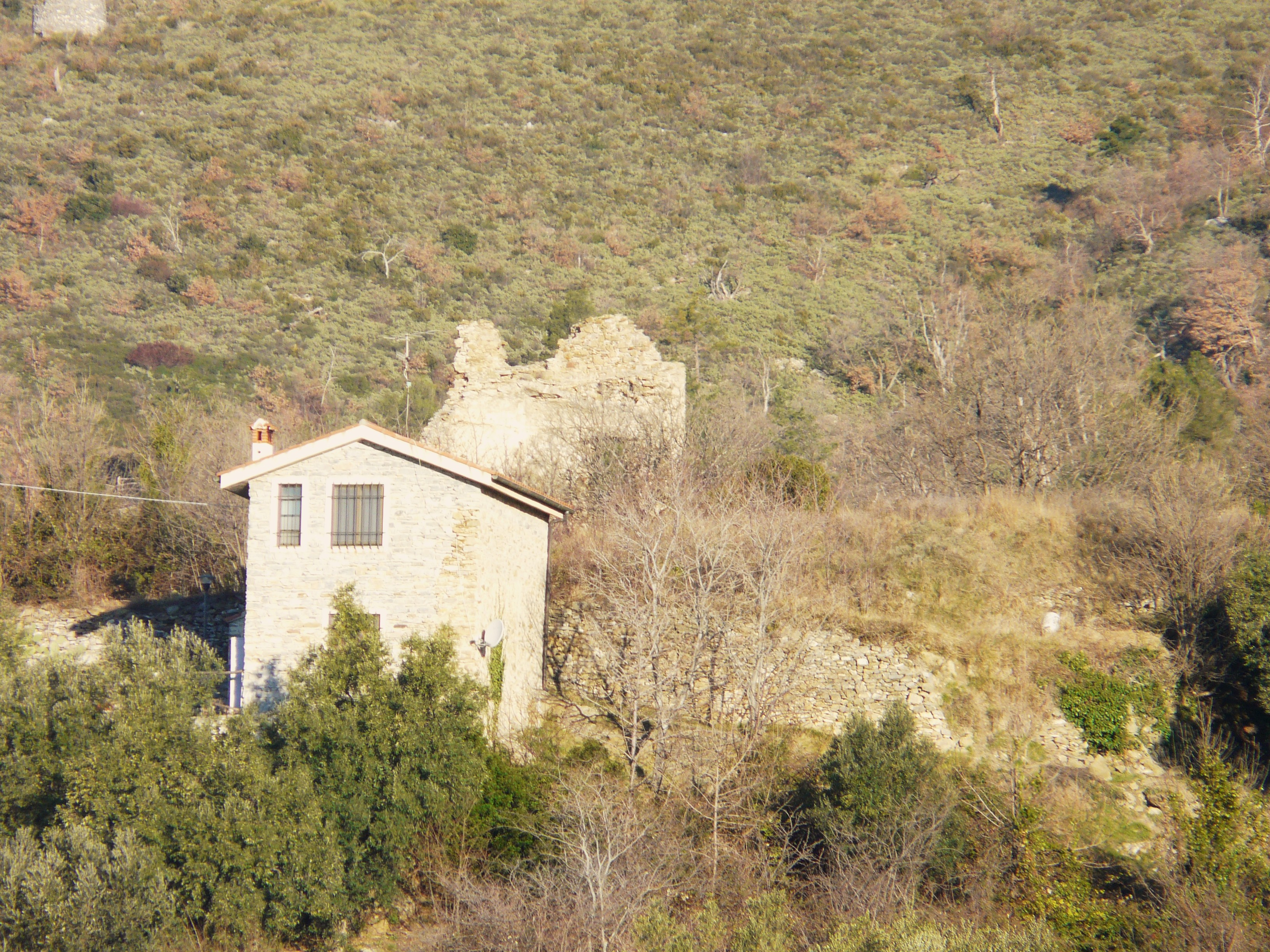
أنقاض قلعة ديل كاريتو الواقعة فوق بلدة العاصمة كييزا

من عام 1973 إلى 31 ديسمبر 2008 كانت جزءًا من مجتمع جبل إنجاونا ، ومع الأحكام الجديدة للقانون الإقليمي رقم 24 المؤرخ 4 يوليو 2008، كانت جزءًا من مجتمع جبل بونينتي سافونيز حتى عام 2011 .
ومن عام 2014 إلى عام 2024 كانت جزءا من اتحاد بلديات الكرمة والزيتون .

### الرموز
النبالة
يمثل شعار النبالة حصنًا، مصحوبًا بغصن زيتون فاكهي، رمز إنتاج النفط، وهو أحد الموارد الاقتصادية الرئيسية للبلاد.
راية
قماش أبيض حوافه زرقاء

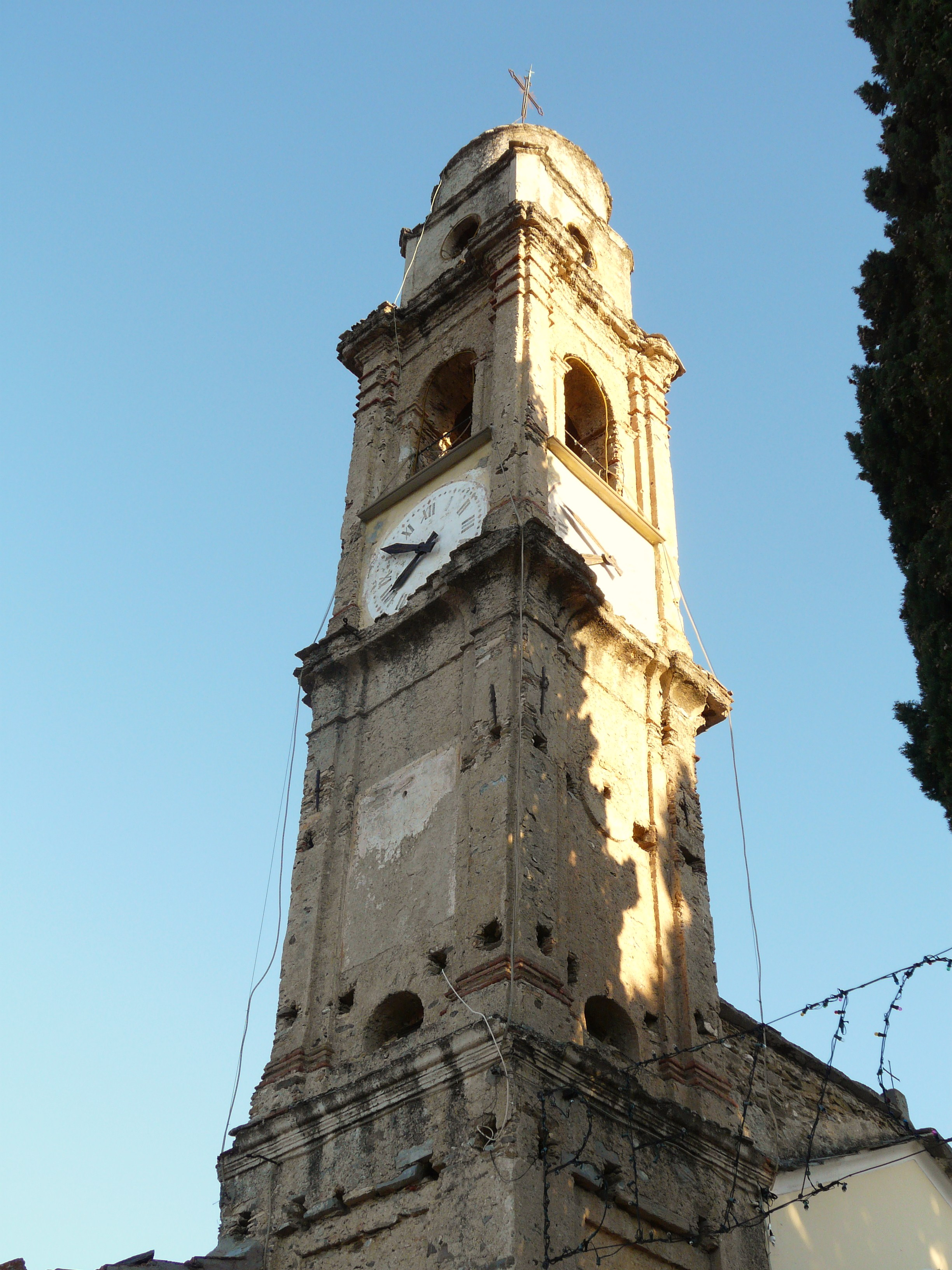
برج الجرس في مصلى القديسين كوزما وداميانو في قرية بيزو

تم منح العلم بمرسوم من رئيس الجمهورية بتاريخ 5 سبتمبر 1995. 

شعار النبالة

## الآثار والأماكن ذات الأهمية

### العمارة الدينية
- كنيسة رعية سيدة العذراء بالعاصمة. تمت إعادة النظر فيه بأشكال باروكية خلال القرن السادس عشر، ويتميز بأعمال فنية قيمة مثل لوحة معمودية القديس يوحنا المعمدان (التي يعود تاريخها إلى القرن السابع عشر)، وتمثال مادونا ديل روزاريو والمسكن الرخامي الذي رسمه غاجيني بالقرب من المذبح الرئيسي لعصر النهضة.
- خطابة سان بارتولوميو في العاصمة، وتقع أمام كنيسة الرعية وأقدم مستوطنة دينية في منطقة أرناسكو.
- خطابة القديسين كوزما وداميانو في قرية بيزو. تم بناؤه في القرن الثامن عشر، وهو محفوظ في حالة هيكلية جيدة.
- تحتفظ كنيسة سان بانتاليو في قرية مينوسيو بصليب نحاسي قديم.

### العمارة العسكرية
- قلعة كازوليني في قرية بيزو. تم بناؤه في القرن الرابع عشر تقريبًا من قبل عائلة كازوليني في ألبينجا ، عند مدخل المدينة، وقد خضع لاحقًا لتعديلات هيكلية بمرور الوقت، مما أدى إلى تغيير مظهره تقريبًا.
- أطلال قلعة ديل كاريتو التابعة لفرع باليسترينو في العاصمة، والتي بنيت حوالي القرن الثالث عشر.
- حصن روكا ليفيرنا. تم بناء موقع عسكري في سافوي من القرن التاسع عشر، تم الحفاظ عليه بشكل ممتاز وتم ترميمه جزئيًا، على ارتفاع 500 متر فوق مستوى سطح البحر، على أنقاض قلعة ريفرنارو من أجل مراقبة تحركات سهل ألبينجا والوديان المحيطة به. لا يزال بإمكانك قراءة الكتابات العديدة التي تركها الجنود على جدران الثكنات، ولا تزال بعض الثكنات تحتفظ بسقفها الخشبي الأصلي. مخزن البارود سليم ويطل على منحدر. تمت استعادة ممرات القوات والحراس من خلال تدخلات الصيانة التي لم تغير الهيكل الأصلي.

### العمارة المدنية
- توري دي دافيدي تم بناؤه فوق بلدة قرية مينوسيو الصغيرة. تم بناؤه في القرن الثامن عشر، وله هيكل حجري مخروطي الشكل. تقول الأساطير والتقاليد المحلية أن هذا البرج قد تم تشييده من قبل شخص واحد، وهو الراعي المحلي دافيد بادوينو، كدليل على فن بناء الجدران الحجرية الجافة .
- جداريات أرناسكو. ابتداءً من منتصف التسعينيات، بدأت أعمال الزخرفة الرئيسية على الجدران الممتدة على طول الطريق الإقليمي رقم 35 الذي يعبر المدينة. تبرز أربعة جدران رسمها الفنان فيليبو بياجيولي. لقد عمل الفنانون المحترفون وغير المحترفين على إنشاء أعمال تذكر بموضوعات حضارة الفلاحين وإقليم ليغوريا، وهي مبادرة نمت بشكل متزايد على مر السنين وتضمنت الآن عشرات اللوحات الجدارية.